# 政治における人間性
『政治における人間性』(Human Nature in politics)とは1908年に発表されたグレアム・ウォーラスによる政治学の著作である。
ウォーラスは従来の政治研究の関心が制度に向けられながら人間本性には向けられていないことを問題視した。政治学では人間本性の問題に対して主知主義の立場を採っている。つまり人間の政治活動とは目的に基づいた手段を選択することで成立しているという前提に基づいた推論を行う。しかしながら、現実の政治では人間は個々人の経験や思想によって動機づけられる。つまり政治学は人間の情緒を取り上げる必要があることが分かる。本書では政治的な行為や動機を形成する人間の本性としての傾向を論考している。
政治的行為や動機は人間本性と政治環境の接触によって生じる。人間が政治環境を認識する場合には言語によって意識される象徴が用いられる。それは情緒や行為を刺激することで、心理的な影響を及ぼす。主知主義によれば政治的行為は目的と手段の合理的な選択の結果とされるが、心理的要素を考慮すればそのような見方は必ずしも正しくない。むしろ多くの政治的見解は人間心理に従った非合理的な性質を持つものである。人間にとって合理性とは心理的過程の一部に過ぎない。
政治思想から主知主義の立場が退けられれば、政治家の道徳的判断には変化が生じうる。この政治道徳の変化は心理的過程にまで及び、この心理的過程を他人によって政治的に利用されないように注意を払うようになる。また政治心理についての理解は代議政治の議論においても応用できる。そのことで有権者の知識や公共心を増大させつつ投票費用を適度に調整する代表制のあり方が見直すことが可能となる。人民の選挙によって選出された代議政治において官僚機構の重要性と問題が強調されるべきである。人民は官僚に何をさせるのかを明確に理解しなければならない。